# Schwärmer (Schmetterling)

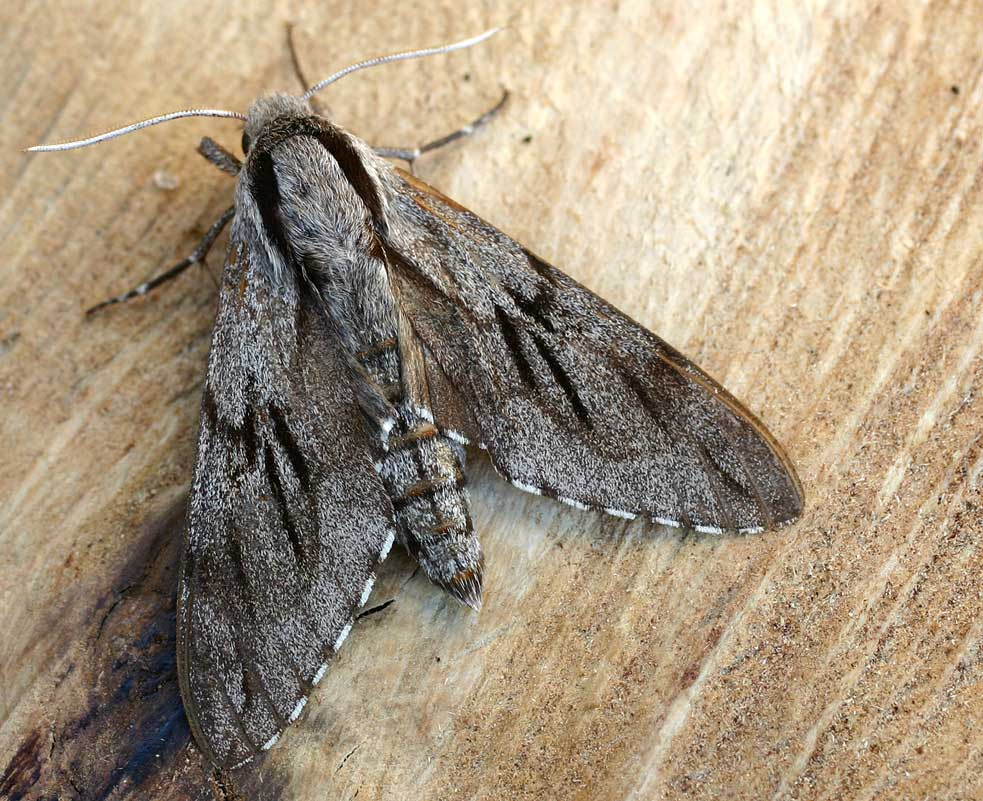
Kiefernschwärmer (Sphinx pinastri)

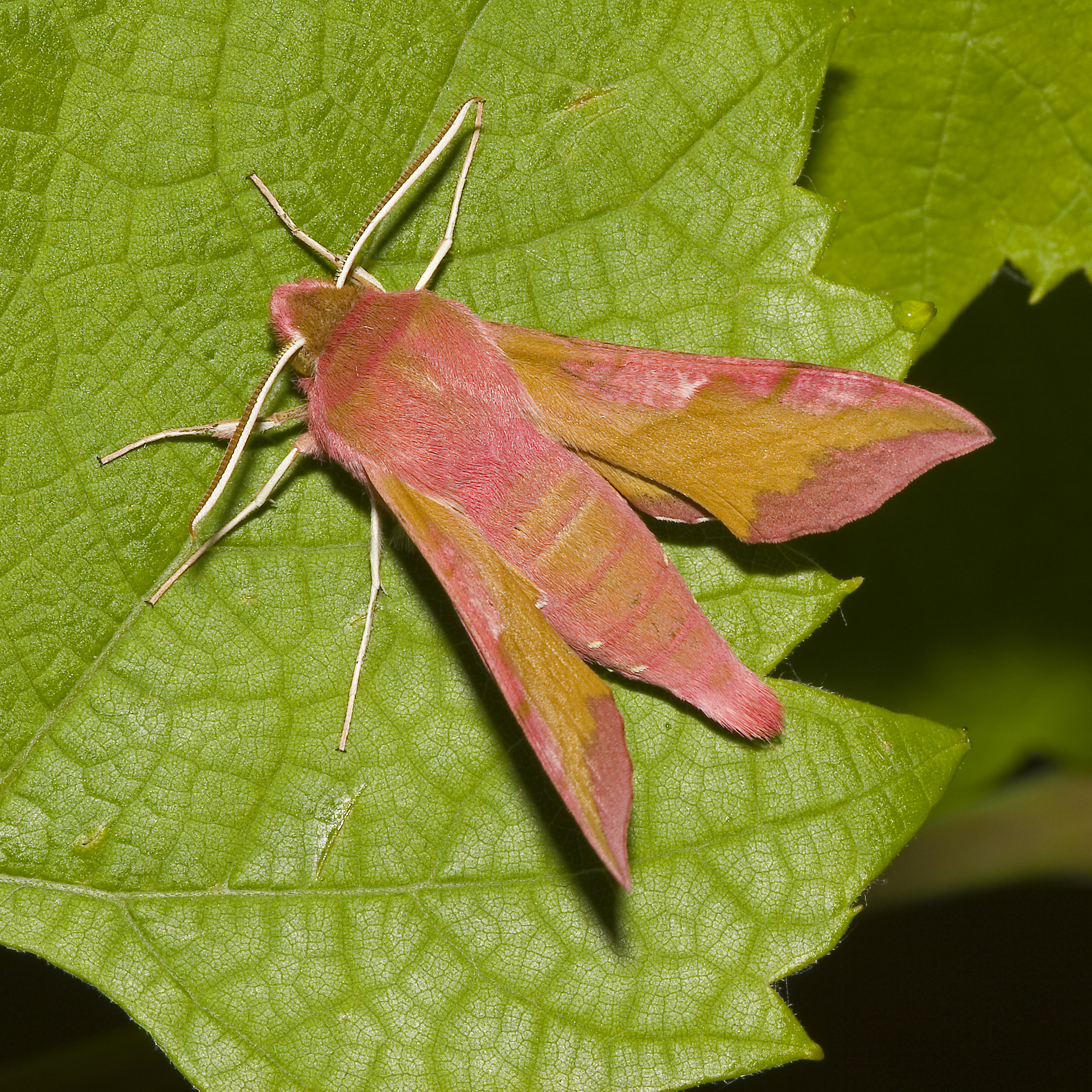
Kleiner Weinschwärmer (Deilephila porcellus)

Die Schwärmer (Sphingidae) sind eine Familie der Schmetterlinge. Sie kommen weltweit mit etwa 1200 Arten vor, davon sind 40 aus Europa bekannt, in Mitteleuropa leben davon 21 Arten. Ihr Hauptverbreitungsgebiet sind die Tropen.

## Merkmale

### Falter
Die Falter sind klein bis sehr groß und erreichen Flügelspannweiten von 10 bis 200 Millimetern, in Europa vorkommende Arten von 36 bis 135 Millimetern. Ihr Körper ist sehr robust und breit. Ihre Vorderflügel sind etwa zwei- bis dreimal länger als breit und haben eine charakteristische, fast dreieckige, langgestreckte Form und sind sehr schnittig gebaut. Die Hinterflügel sind in etwa gleich breit wie die Vorderflügel, aber deutlich kürzer. Sie sind meist doppelt so lang wie breit und in der Regel heller gefärbt als die Vorderflügel oder weisen eine bunte Färbung auf. Es gibt einige Arten, bei denen auf den Hinterflügeln Augenflecken gezeichnet sind. Die Flügel einiger Arten sind nur sehr lose beschuppt, sodass sie an manchen Stellen schon bald nach dem Schlupf transparente Bereiche aufweisen. Die Vorderflügel haben elf Flügeladern mit einer Analader (1b). Die Hinterflügel haben neun Adern mit zwei Analadern (1a und 1b).
Der Hinterleib (Abdomen) ist spitz zulaufend und bei vielen Arten seitlich auf jedem Segment auffällig gestreift. Ihre überwiegend fadenförmigen, nur selten gefiederten Fühler sind kurz bis mittellang und erreichen etwa ein bis zwei Drittel der Vorderflügellänge. Bei manchen Arten sind sie am Ende oder ab der Hälfte verdickt. Ihre eingliedrigen Maxillarpalpen sind stark reduziert und sehr klein, die Labialpalpen bestehen aus drei Gliedern. Der Saugrüssel ist voll ausgebildet und bei vielen Arten sehr lang. Bei dem in den Subtropen lebenden Amphimoea walkeri beträgt die Rüssellänge 280 Millimeter; bis jetzt wurde noch keine andere Schmetterlingsart entdeckt, deren Rüssel diese Länge übertrifft. Der Rüssel des Totenkopfschwärmers (Acherontia atropos) ist nur etwa einen Zentimeter lang, dafür aber sehr kräftig gebaut. Mit ihm können die Falter Bienenwaben durchstechen, um den darin enthaltenen Honig zu saugen. Einige Arten haben aber auch zurückgebildete Saugrüssel. Die Tiere haben keine Punktaugen (Ocelli) und Tympanalorgane.
Schwärmer haben große, nackte Superpositionsaugen als Facettenaugen. Windenschwärmer z. B. haben die enorme Anzahl von bis zu 20.000 Ommatidien in jedem Auge. Diese ermöglichen ihnen ein sehr gutes Sehen bei Dunkelheit. Darüber hinaus besitzen die Augen ein Retinatracheen-Tapetum, das das Licht im Auge nochmals reflektiert und die Lichtstärke erhöht. Dadurch wird beim Anflug auf eine Lichtquelle das Licht in den Augen so reflektiert, dass man es als Glühen erkennen kann. Zwei Entwicklungslinien der Schwärmer, darunter der Totenkopfschwärmer und Verwandtschaft (Tribus Acherontini) haben „Ohren“ (Tympanalorgane) entwickelt. Schallaufnehmend ist in beiden Fällen der Labialtaster. Biologischer Sinn dieser Struktur, die nur in einem engen Frequenzbereich effektiv arbeitet, ist die Erkennung von Ortungslauten von Fledermäusen.

### Raupe
Die Raupen haben entweder einen gleichmäßig zylindrischen, oder vorne stark verjüngten Körper. Er hat eine Kopfkapsel, die aus sechs miteinander verwachsenen, sklerotisierten Platten besteht, sowie 13 Körpersegmenten. Neben den Thorakalbeinen sind alle vier Bauchbeinpaare und der Nachschieber ausgebildet. Die Thorakalbeine enden in scharfen Klauen, die Bauchbeine tragen eine einfache, halbkreisförmige Reihe von Chitinklauen. Der Kopf ist oval, abgerundet oder dreieckig, wobei er im ersten Stadium meistens kugelig ist. Die Stirnplatte (Clypeus) ist dreieckig. An jeder Seite des Kopfes befinden sich sechs Punktaugen (Stemmata) an der Basis der Wangen und der Gula, knapp oberhalb der Fühlerbasen. Die einfachen Punktaugen sind rund und nach außen gewölbt. Die dreigliedrigen Fühler befinden sich an der Basis der Wangen. Alle drei Segmente können teleskopartig eingezogen werden. Die kräftigen, abgestumpften Mandibeln sind ausgekehlt. Ein eindeutiges Bestimmungsmerkmal ist das Analhorn am achten Hinterleibssegment. Bei manchen Arten kann es jedoch im letzten Stadium zurückgebildet sein und ist dann nur als kurzer Tuberkel oder flache knopfförmige Erhebung erkennbar.
Der Körper der Raupen ist normalerweise glatt und trägt nur spärliche, feine Sekundärborsten. Bei den Sphinginae gibt es auch Arten, bei denen die Raupen erhabene schräge Rillen aufweisen, die mit kleinen Tuberkeln flankiert sind. Die Farbe und Musterung der Raupen ist nicht nur von Art zu Art, sondern auch innerhalb der gleichen Art mitunter sehr unterschiedlich. Die Raupen mancher Arten haben Augenflecken, die sie kombiniert mit dem Aufrichten des Oberkörpers bei Störung präsentieren. Arten wie z. B. Eumorpha labruscae imitieren mit diesem Abwehrverhalten das Aussehen von kleinen Schlangen. Die meisten Raupen sind aber in Tarnfarben gefärbt und versuchen so wenig wie möglich aufzufallen.

### Ei
Die Eier der Schwärmer sind bei den meisten Arten frisch abgelegt grün oder gelb. Sie werden mit einem wasserfesten, klebrigen Sekret an den Nahrungspflanzen abgelegt, die bei manchen Arten die Farbe etwas verändern kann. Nur bei sehr wenigen Arten sind sie gemustert. So besitzen die grünen Eier von Rethera komarovi einen weißen Ring. Die durchschnittlich dicke, durchsichtige Eischale (Chorion) verfärbt sich wegen des durchscheinenden Raupenkörpers kurz vor deren Schlupf gräulich oder gelblich. Die Eischale hat eine glatte und glänzende Oberfläche. Erst bei starker Vergrößerung im Mikroskop wird bei manchen Arten eine netzartige Oberflächenstruktur erkennbar. Die Eier sind entweder kugelig oder leicht dorso-ventral abgeflacht und damit oval. Die Mikropyle befindet sich seitlich. Die Größe der Eier steht nicht selten im deutlichen Missverhältnis zur späteren Größe der Falter. So besitzen der verhältnismäßig große Windenschwärmer (Agrius convolvuli) und das deutlich kleinere Taubenschwänzchen (Macroglossum stellatarum) Eier, die beide einen Durchmesser von etwa einem Millimeter aufweisen. Die mit zwei bis drei Millimetern größten Eier der Familie besitzen jene Arten, deren Imagines keine Nahrung aufnehmen können, wie beispielsweise der Eichenschwärmer (Marumba quercus).

## Lebensweise

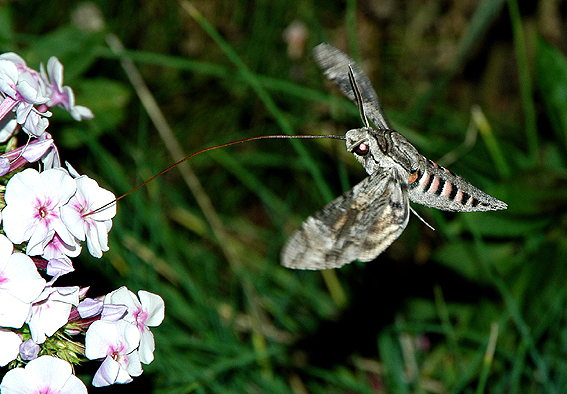
Windenschwärmer beim Nektarsaugen

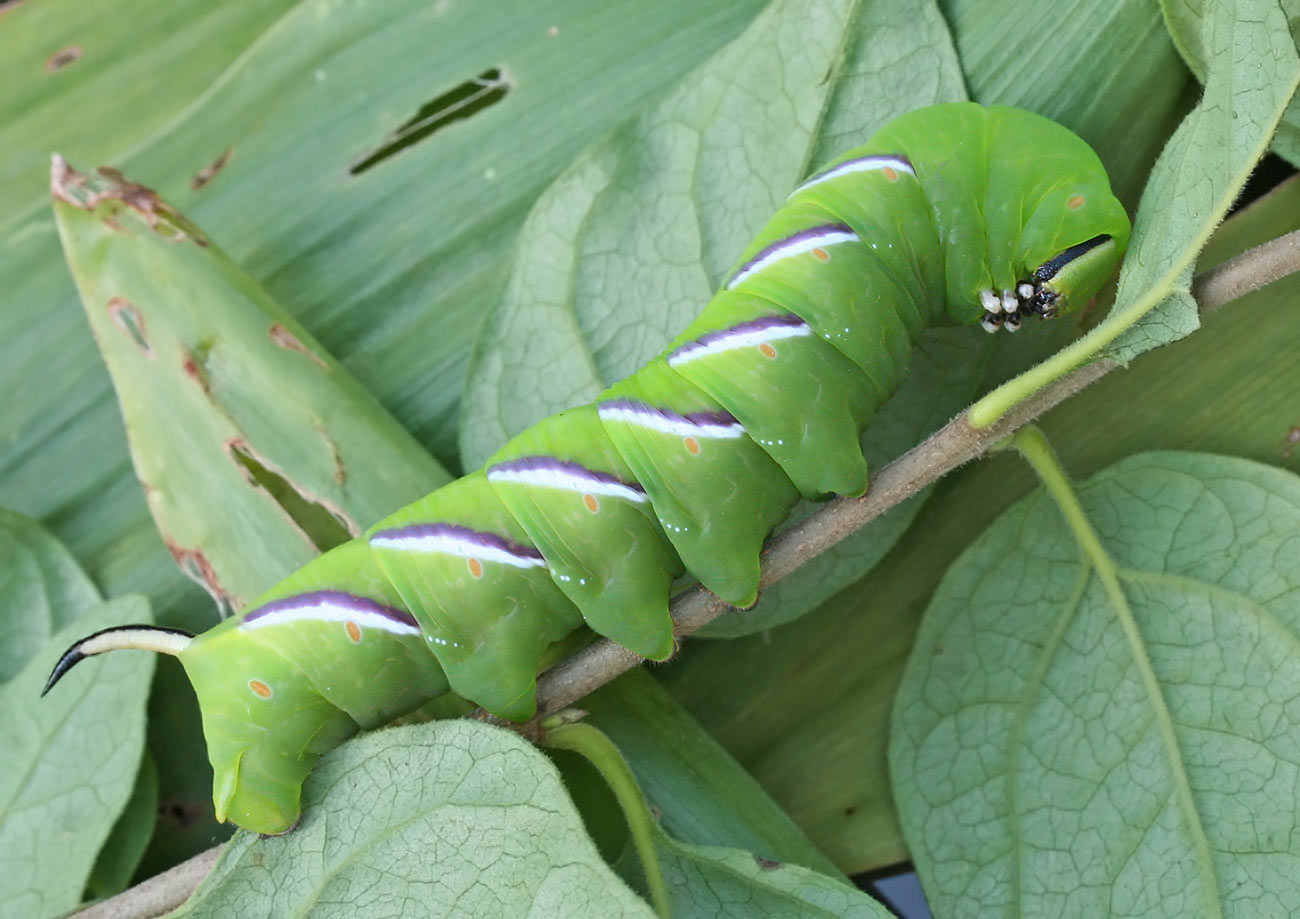
Raupe des Liguster-Schwärmers (Sphinx ligustri), gut sichtbar das Analhorn

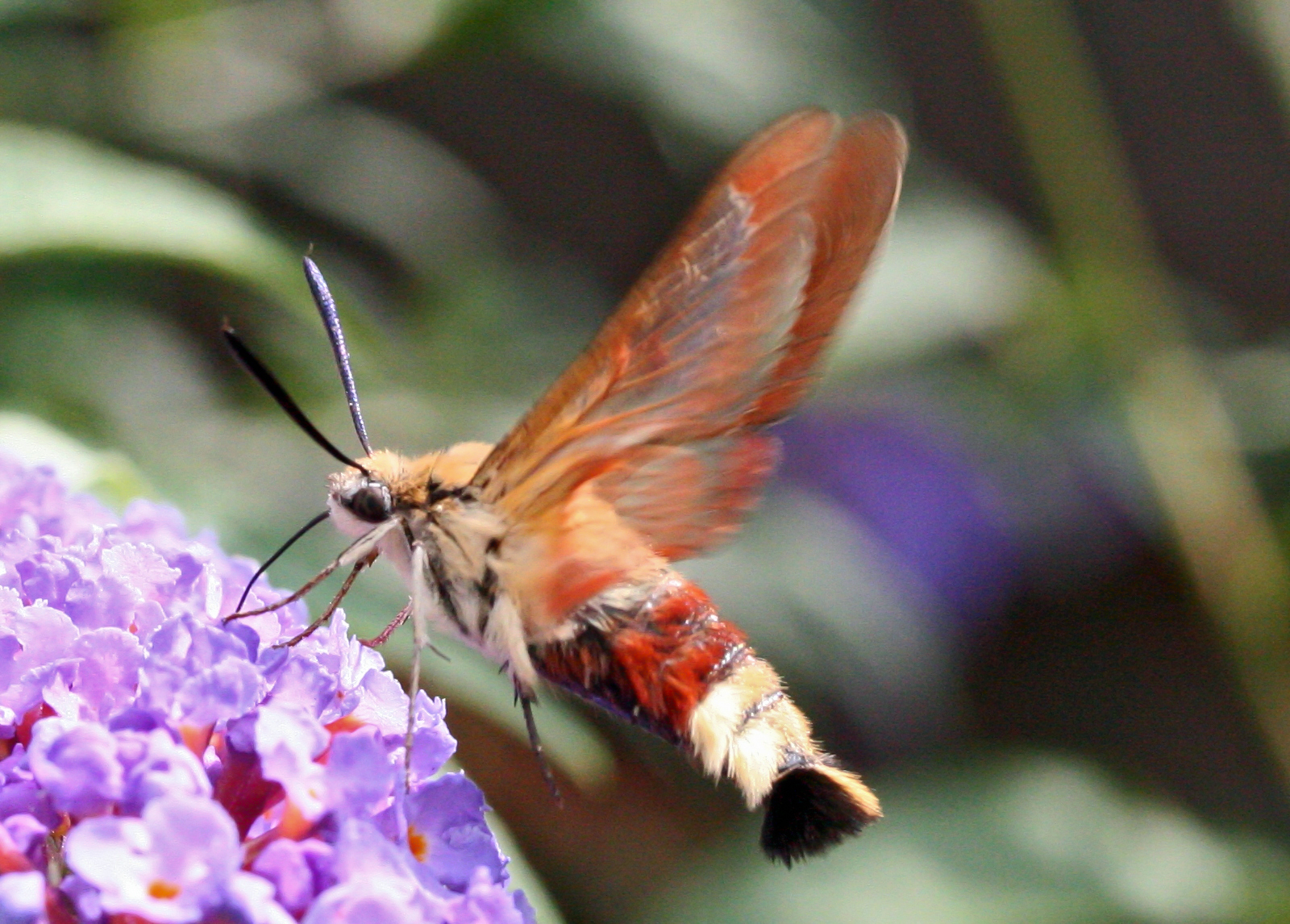
Hummelschwärmer (Hemaris fuciformis)

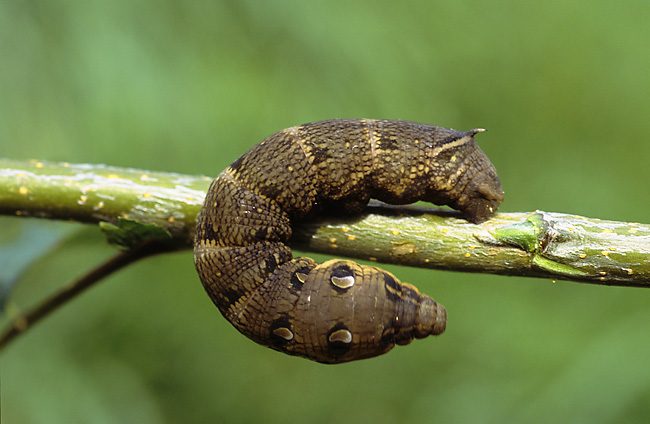
Raupe des Mittleren Weinschwärmers

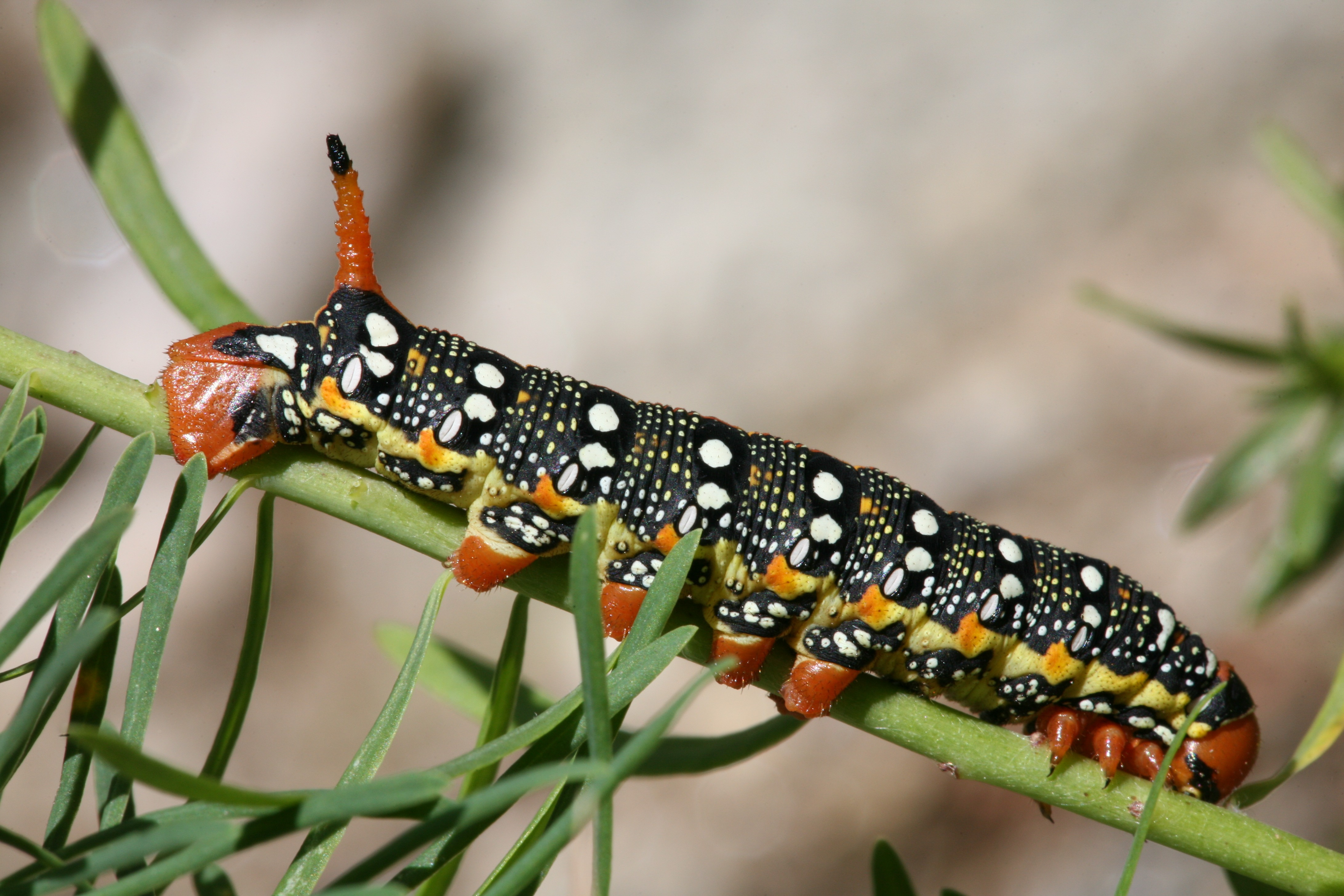
Raupe des Wolfsmilchschwärmers (Hyles euphorbiae)

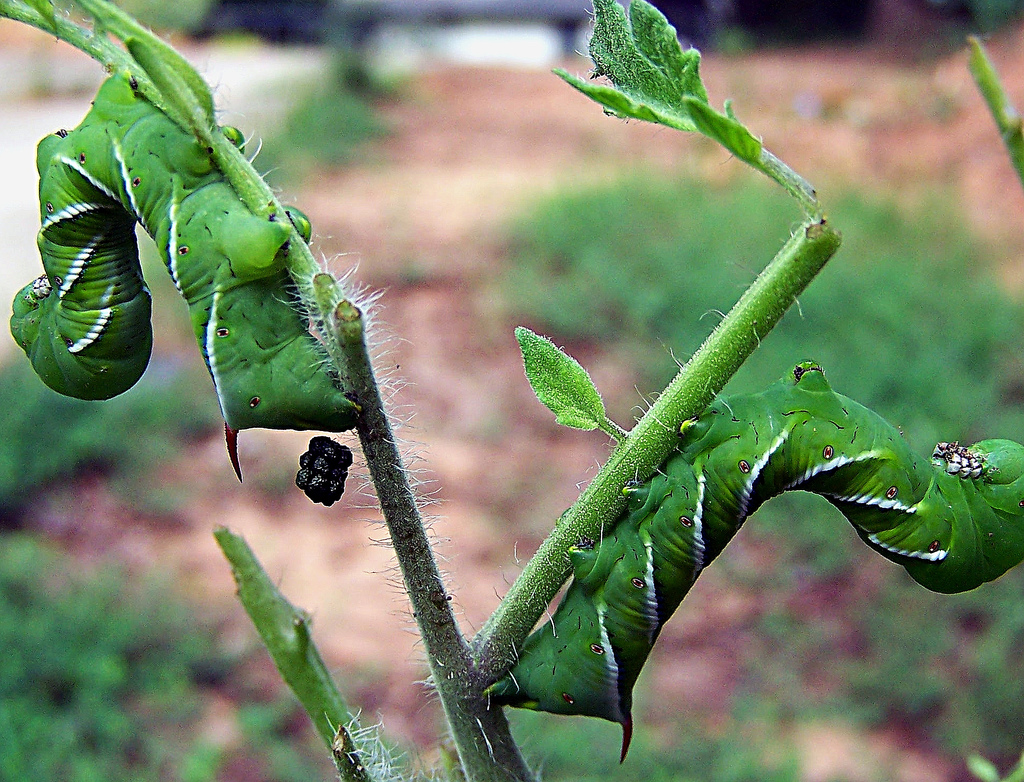
Raupen des Tabakschwärmers (Manduca sexta) in Schreckstellung

Die meisten Arten der Schwärmer sind nacht- oder dämmerungsaktiv. Einige wenige, wie z. B. das Taubenschwänzchen (Macroglossum stellatarum), sind tagaktiv. Die Arten, die entwickelte Saugrüssel haben, saugen Nektar von Blüten. Dazu landen sie etwa auf den Blüten oder fliegen dabei im charakteristischen Schwirrflug schnell von Blüte zu Blüte und verharren beim Saugen im Flug, ähnlich wie Kolibris. Manche Arten können sogar rückwärts fliegen. Meldungen von Kolibris in Mitteleuropa sind in der Regel auf diese Schmetterlingsfamilie zurückzuführen, deren Arten von ihrer Größe und ihrer Art zu fliegen an diese Vögel erinnern. Sie sind nicht nur ausgezeichnete Flieger, sondern sie zählen innerhalb der Insekten zu den schnellsten Fliegern. Windenschwärmer (Agrius convolvuli) z. B. können eine Geschwindigkeit von bis zu 100 km/h erreichen, ihre Durchschnittsgeschwindigkeit beträgt aber immerhin noch 50 km/h, die sie über lange Distanzen halten können. Die Schlagfrequenz der Flügel des Taubenschwänzchens beträgt z. B. ca. 70 bis 90 Schläge in der Sekunde, was zu einem hohen Energieverbrauch führt; sie benötigen am Tag etwa 0,5 Milliliter Nektar (bei einem Eigengewicht von ca. 0,3 Gramm). Dies muss durch eine entsprechend hohe Nektaraufnahme ausgeglichen werden. Ein Taubenschwänzchen kann deshalb bis zu 100 Blüten in der Minute aussaugen, an einem Tag können es mehrere Tausend sein.
Der Totenkopfschwärmer kann pfeifende und schrillende Geräusche von sich geben, indem er aus einer sehr großen Saugblase im Vorderteil des Hinterleibs Luft durch eine Rüsselspalte ausstößt. Da sie Honig aus Bienenstöcken fressen, wird vermutet, dass diese Geräusche die von Bienenköniginnen imitieren und die Bienen beruhigen. Kombiniert mit dem für Bienen vertrauten Geruch des Falters, ist es diesem möglich, ungestört die Waben leer zu saugen.
In Europa fliegen einige Schwärmerarten aus den südlichen, warmen Gebieten als Wanderfalter ein. Durch die hohe Fluggeschwindigkeit können sie in nur wenigen Tagen weit bis nach Nordeuropa vordringen. Eine Überwinterung überstehen sie aber nicht.
Die Verpuppung erfolgt in oder an der Erde, nur selten in Kokons.

## Entwicklung
Die Weibchen suchen sich sehr präzise unter Zuhilfenahme all ihrer Sinne einen geeigneten Eiablageplatz aus, um diese vor Feinden und Umwelteinflüssen zu schützen. Beeinflussende zusätzliche Faktoren sind jedoch auch die Distanz zu Nektarpflanzen für die Nahrungsversorgung und die Wahrscheinlichkeit des Angriffs durch Fressfeinde während der Ablage sowie die Dringlichkeit, mit der das Weibchen seine Eier ablegen will. Nur wenige Arten legen ihre Eier an anderen Stellen als den Raupennahrungspflanzen ab. Es kommt aber vor, dass beispielsweise der Fledermausschwärmer (Hyles vespertillo) seine Eier an Steinen an der Basis der Pflanzen ablegt, oder beispielsweise legen Rethera komarovi und das Taubenschwänzchen ihre Eier gelegentlich auch an Totholz, das ihre Raupennahrungspflanzen, Labkräuter (Galium), überragt. Durchschnittlich werden an jedem Eiablageplatz ein bis drei und maximal bis zu zehn Eier abgelegt. Gelegentlich legen mehrere Weibchen ihre Eier am gleichen Trieb der Pflanze ab. In der Regel werden die Eier auf der geschützten Unterseite der Blätter abgelegt. Es gibt jedoch auch Arten, wie beispielsweise manche, deren Raupen an Labkräutern fressen, bei denen sich die Raupen bevorzugt von Blüten ernähren und die Eier entsprechend manchmal auch dort abgelegt werden.
Die Zeitspanne von der Ablage bis zum Schlupf variiert stark und ist nicht bei allen Arten temperaturabhängig. Sie reicht von drei Tagen beim Linienschwärmer (Hyles livornica) bis zu 21 Tagen beim Ligusterschwärmer (Sphinx ligustri). Ungewöhnlicherweise findet bei keiner einzigen paläarktischen Art die Überwinterung im Ei oder als Raupe statt. Vor dem Schlupf sind die Raupen sehr aktiv und winden sich im Inneren des Eis. Bei manchen Arten kann man die dunkler gefärbten Mandibeln durch die Eischale erkennen, mit denen versucht wird, in die Eischale zu beißen. Nach dem Schlupf fressen die Raupen die Eischale nach einer kurzen Rast teilweise oder vollständig auf. Anschließend suchen sie einen geeigneten Ruheplatz.
Das Fressverhalten an den Nahrungspflanzen ist unterschiedlich. Es gibt Arten wie den Hummelschwärmer (Hemaris fuciformis), dessen Raupen an der Mittelrippe sitzen und nur Löcher an beiden Seiten von dieser fressen. Andere, wie beispielsweise die Raupen des Eichenschwärmers, fressen vom Blattrand nach innen. Bei vielen Arten der Macroglossini fressen die Raupen vor allem in frühen Stadien die Blüten der Pflanzen. Mit zunehmendem Wachstum werden die Raupen bei manchen Arten ausschließlich nachtaktiv und verstecken sich tagsüber entweder an der Basis der Pflanzen am Boden oder im dichten Blattwerk der Pflanzen. Viele dieser Raupen verändern ihre Körperfarbe mit ihrer Entwicklung von grün zu braun, um dadurch besser in Ruhephasen am Boden oder unter Laub getarnt zu sein. Im großen Gegensatz dazu fressen manche Arten, wie etwa einige der Gattung Hyles, ziemlich offen an den Pflanzen und zeigen eine auffällige Warnfärbung, die sie als giftig ausweist. Die ausgewachsenen Raupen der Sphinginae vertrauen auf ihre Tarnfärbung, mit der sie auf den Blättern der Pflanzen trotz ihrer Größe nur schwer auszumachen sind. Sie sitzen dabei meist auf der Blattunterseite und bewegen sich nur, wenn sie fressen oder ihre Position an der Pflanze verändern. Letzteres verhindert, dass man durch abgefressene Äste leicht auf sie aufmerksam wird. Auf Grund des hohen Nahrungsbedarfs kann Nahrungsknappheit, insbesondere bei stark besiedelten Nahrungspflanzen, zu einem großen Problem werden. Meistens bewirkt die Knappheit ein Abwandern und die sehr riskante Suche nach einer neuen Nahrungspflanze. Arten wie beispielsweise der Linienschwärmer, dessen Raupen sich häufiger mit diesem Problem konfrontiert sehen, da sie unter anderem auch Wüstengebiete besiedeln, können ihre Entwicklung fortsetzen, indem die Raupen auf andere, nahestehende Pflanzenarten ausweichen, die normalerweise nicht zum primären Nahrungsspektrum zählen. Sie verkürzen außerdem ihre Entwicklungszeit und verpuppen sich so früh wie möglich. Die daraus resultierenden kleineren Falter sind jedoch dennoch voll entwickelt und fruchtbar.
Die Temperatur ist ein wichtiger Faktor bei der Entwicklung der Raupen. Bei vielen Arten kann man die Raupen insbesondere bei kühlerem Wetter beim Sonnenbaden beobachten. Dadurch können sie ihre Körpertemperatur um mehr als 10 °C über die Umgebungstemperatur heben, was ihnen ermöglicht, sowohl ihre Entwicklung zu beschleunigen, als auch das Überleben in ansonsten ungünstigen Lebensräumen, wie etwa im Norden Europas oder in hohen Berglagen, überhaupt zu gewährleisten.
Die Raupen durchleben vier bis sechs Stadien. Sind sie ausgewachsen, ruhen sie für bis zu 24 Stunden und scheiden die letzten Reste der aufgenommenen Nahrung aus. Sie verfärben sich häufig braun oder violett und entfernen sich sodann, häufig im Schutz der Dunkelheit, von ihren Nahrungspflanzen auf der Suche nach einem geeigneten Platz zur Verpuppung.
Bei vielen Arten strecken die Raupen in Ruhestellung den Vorderteil des Körpers in die Höhe und krümmen den Kopf nach unten. Durch dieses Verhalten erhielt die Familie ihren wissenschaftlichen Namen, da René-Antoine Ferchault de Réaumur eine Ähnlichkeit mit der ägyptischen Sphinx sah.

## Ökologische Bedeutung
Entsprechend der Länge des Saugrüssels mancher Arten gibt es eine Reihe von Pflanzen, die mit ihren langen Blütenröhren an die Bestäubung durch diese Nachtfalter besonders adaptiert sind. Dazu gehören beispielsweise Nachtkerzenarten wie die Gemeine Nachtkerze (Oenothera biennis), einige Orchideen und Arten der Gattungen Natternkopf (Echium), Petunien (Petunia) und Flammenblumen (Phlox). Von Botanikern wird ein bestimmter Typ von Blüten, der an Bestäubung durch Schwärmer besonders adaptiert ist, „sphingophil“ genannt.
Für die Bestäubung mancher Pflanzen sind die Schwärmer unersetzbar. Ein prominentes Beispiel hierfür liefert Xanthopan morganii praedicta. Als Charles Darwin 1862 die Blüte der Orchidee Angraecum sesquipedale aus Madagaskar mit ihren dünnen, bis zu 28 Zentimeter langen Kelchen sah, sagte er voraus, dass es ein Insekt geben müsse, das diese Blüte bestäubt. Diese Vorhersage Darwins, der den Falter nie sah, bestätigte sich im Jahre 1903, als der besagte Schwärmer mit seinem bis zu 25 Zentimeter langen Rüssel entdeckt wurde. Deshalb nannte man ihn praedicta, also „den Vorhergesagten“.

## Systematik
Die Familie der Schwärmer wird in die drei Unterfamilien Smerinthinae, Sphinginae und Macroglossinae unterteilt. In Mitteleuropa kommen folgende Arten vor:

### Unterfamilie Smerinthinae
- Pappelschwärmer (Laothoe populi) (Linnaeus, 1758) A, CH, D
- Eichenschwärmer (Marumba quercus) (Denis & Schiffermüller, 1775) A, CH
- Lindenschwärmer  (Mimas tiliae) (Linnaeus, 1758) A, CH, D
- Abendpfauenauge (Smerinthus ocellatus) (Linnaeus, 1758) A, CH, D

### Unterfamilie Sphinginae
- Totenkopfschwärmer (Acherontia atropos) (Linnaeus, 1758) A, CH, D
- Windenschwärmer (Agrius convolvuli) (Linnaeus, 1758) A, CH, D
- Ligusterschwärmer (Sphinx ligustri) Linnaeus, 1758 A, CH, D
- Kiefernschwärmer oder Tannenpfeil (Sphinx pinastri) Linnaeus, 1758 A, CH, D

### Unterfamilie Macroglossinae
- Oleanderschwärmer (Daphnis nerii) (Linnaeus, 1758) A, CH, D
- Mittlerer Weinschwärmer (Deilephila elpenor) (Linnaeus, 1758) A, CH, D
- Kleiner Weinschwärmer (Deilephila porcellus) (Linnaeus, 1758) A, CH, D
- Hummelschwärmer (Hemaris fuciformis) (Linnaeus, 1758) A, CH, D
- Skabiosenschwärmer (Hemaris tityus) (Linnaeus, 1758) A, CH, D
- Großer Weinschwärmer (Hippotion celerio) (Linnaeus, 1758) A, CH, D
- Wolfsmilchschwärmer (Hyles euphorbiae) (Linnaeus, 1758) A, CH, D
- Labkrautschwärmer (Hyles gallii) (Rottemburg, 1775) A, CH, D
- Sanddornschwärmer (Hyles hippophaes) (Linnaeus, 1758) A, CH, D
- Linienschwärmer (Hyles livornica) (Esper, 1793) A, CH, D
- Fledermausschwärmer (Hyles vespertilio) (Esper, 1793) A, CH, D
- Taubenschwänzchen (Macroglossum stellatarum) (Linnaeus, 1758) A, CH, D
- Nachtkerzenschwärmer (Proserpinus proserpina) (Pallas, 1772) A, CH, D

## Forschungsgeschichte und Namensherkunft
Die erste englischsprachige Quelle, die erkennbar Schwärmer beschrieb war Insectorum sive minimorum animalium theatrum von Thomas Muffet, das 1634 zunächst in lateinischer Sprache und 1658 in Englisch veröffentlicht wurde. 1592 veröffentlichte Jacob Hoefnagel in seinem Werk Archetypa studiaque eine Reihe von Illustrationen von Schwärmerarten. 1687 erschien der zweite Band von Der Raupen wunderbare Verwandelung und sonderbare Blumennahrung von Maria Sibylla Merian in deutscher Sprache, der detaillierte Kupferstiche von acht europäischen Schwärmern mit deren Nahrungspflanzen. Merian beschrieb auch eine Reihe von Parasitoiden dieser Schwärmer. Ihr Werk erschien zwischen 1713 und 1730 auch in Dänisch, Lateinisch und Französisch. Jan Swammerdam beschrieb in seinem Werk „Historia Insectorum generalis“, das 1669 veröffentlicht wurde, die Falter, Raupen und Puppen des Windenschwärmers (Agrius convolvuli), den er „Pernix“ nannte. Im 18. Jahrhundert erschienen zahlreiche weitere Werke in unterschiedlichen Sprachen, die sich mehr und mehr unter anderem Schwärmerarten aus Europa widmeten. So beschrieb August Johann Rösel von Rosenhof in seinem vierbändigen Werk Insecten Belustigung die Merkmale, Biologie und Nahrungspflanzen von 15 mitteleuropäischen Schwärmern und lieferte auch sehr detailreiche Farbstiche der Falter und Raupen und Carl De Geer beschrieb sieben in Schweden vorkommende Arten in „Mémoires pour servir à l’Histoire des Insectes“, dessen erster Band 1752 und dessen zweiter Band 1771 erschien. Bis dahin gaben die Autoren den beschriebenen Tieren Vernakularnamen, von denen jedoch viele in der von Carl von Linné aufgestellten und bis heute gültigen binomialen Nomenklatur übernommen wurden.
René-Antoine Ferchault de Réaumur verwendete 1736 erstmals den Namen „Sphinx“ für die Raupe des Ligusterschwärmers (Sphinx ligustri). Linné übernahm diesen Namen zunächst in der ersten Ausgabe von Fauna Suecica im Jahr 1746, in dem er jedoch die Namen noch nach dem alten System verwendete. In der bedeutenden zehnten Ausgabe von „Systema Naturae“, die 1758 erschien, verwendete er den Namen jedoch als Gattungsnamen für alle Schwärmer, die zusätzlich jeweils einen Artnamen erhielten (Artepitheton). Die Gruppe umfasste neben 16 europäischen Schwärmerarten auch noch eine Reihe von Widderchen (Zygaenidae) und Glasflüglern (Sesiidae), die erst nahezu 100 Jahre später, im Jahr 1876 durch Arthur Gardiner Butler ausgegliedert wurden. Pierre André Latreille nannte die Gruppe der Schwärmer erstmals in Sonninis Ausgabe Georges-Louis Leclerc de Buffons „Histoire Naturelle“ „Sphingides“. Damit war die Grundlage des heute gültigen wissenschaftliche Namen der Familie, Sphingidae, gelegt. Zum Ende der ersten Hälfte des 19. Jahrhunderts, als das binomiale System Linnés etabliert war, erschienen die ersten regionalen Faunen, von denen vor allem die „Lepidopterologica Volgo-Uralensis“ von Eduard Friedrich Eversmann aus dem Jahr 1844 hervorzuheben ist. In ihr wurden 20 Schwärmerarten mit Verbreitung im europäischen Teil Russlands beschrieben. Nach 1850 erschienen zahlreiche Publikationen, insbesondere über Schwärmer der westlichen Paläarktis, Europas, einzelner Länder Europas, oder noch kleineren Regionen, von denen abgesehen von der heute noch aktuellen Literatur beispielsweise die Arbeiten von Lionel Walter Rothschild und Karl Jordan, aus dem Jahr 1903 oder von Ronald Hodges aus 1971 erwähnenswert sind.

## Belege